# Aporophyla aterrima
Aporophyla aterrima là một loài bướm đêm trong họ Noctuidae.